# 北陸鉄道モハ3770形電車
北陸鉄道モハ3770形電車（ほくりくてつどうモハ3770がたでんしゃ）は、北陸鉄道（北鉄）が1967年（昭和42年）から翌1968年（昭和43年）にかけて導入した電車（制御電動車）である。北陸鉄道の親会社である名古屋鉄道（名鉄）よりモ3300形（初代）を譲り受けたもので、同社石川線（石川総線）にて1990年（平成2年）まで運用された。
本項では同時期に名鉄モ3300形同系のモ3350形・ク2340形を譲り受けて導入したクハ1720形電車（クハ1720がたでんしゃ）についても併せて記述する。

## 導入経緯
石川総線の輸送力増強と運用車両の大型化を目的として、名鉄よりモ3300形3301・3303・3304の3両、およびモ3350形3353・ク2340形2341・2342・2344の4両、計7両を1966年（昭和41年）から1967年（昭和42年）にかけて順次譲り受けた。同7両は名鉄の前身事業者の一つである愛知電気鉄道が1928年（昭和3年）から翌1929年（昭和4年）にかけて新製した「大ドス」の異名で知られるデハ3300形・デハ3350形・サハ2040形に属する車両で、名鉄3780系の新製にあたって台車を含む主要機器を供出して廃車となり、北鉄には車体のみが譲渡された。
1950年代後半における北鉄は労使紛争激化に端を発する経営混乱状態が続き、事態収拾のため運輸省（現在の国土交通省）の仲介により名鉄が経営に参画し再建が進められた。それとともに運用車両の近代化目的で名鉄からの譲渡車両の導入が進められたが、モ3300形・モ3350形・ク2340形は1964年（昭和39年）に譲渡されたモ700形（北鉄モハ3700形）に次ぐ二例目の譲渡車両であった。
北鉄では従来車の廃車発生品や名鉄より購入した東洋電機製造ES-152-B制御装置などと同7両の車体を組み合わせて、モ3300形3両をモハ3770形3771 - 3773として、モ3350形およびク2340形4両をクハ1720形1721 - 1724としてそれぞれ導入した。北鉄における車番の百位が「7」の電動車各形式はいずれもES-152-B制御装置を搭載しており、モハ3770形もその前例に沿って形式称号が付与されている。旧番対照はモハ3771 - モハ3773が名鉄モ3304・モ3303・モ3301、クハ1721 - クハ1724が名鉄ク2344・モ3353・ク2341・ク2342である。また、導入に際しては自社鶴来工場で各種改造が施工された。

## 車体
モハ3770形・クハ1720形とも名鉄在籍当時と比較して基本的な仕様に変化はなく、種車の仕様を踏襲する形でモハ3770形は両運転台構造、クハ1720形は野町方に運転台を備える片運転台構造である。両形式とも貫通扉部へ貫通幌枠を新設したが、実際に編成相手の車両と幌で結合して貫通編成を組成する機会はなかったとされる。また、名鉄モ3300系列の特徴の一つであった車掌台側の引き扉式広幅乗務員扉は通常の狭幅開き扉構造に変更され、直後の旧戸袋窓部分も開閉可能窓に改造された。その他、前面窓のHゴム固定支持化、前面貫通扉および側面客用扉の鋼製扉への交換が施工された。
車体塗装は名鉄在籍当時のダークグリーン1色塗装から北鉄標準塗装である下半分オレンジ・上半分クリームの2色塗装に変更された。
一方、車内は名鉄在籍当時のまま変化はなく、座席はロングシート仕様、壁面は木製ニス塗り仕上げ、車内照明は白熱灯仕様である。この旧態依然とした接客設備は後年になると乗客からは特に夜間における車内の薄暗さが不評であったという。

## 主要機器
モハ3770形・クハ1720形全車とも譲渡当時は床下機器のほぼ全てを取り外された状態であり、新たに搭載する主要機器は従来車の廃車発生品や在籍車両の主要機器振り替えによって確保したものを充当した。
モハ3770形の主電動機および台車については、同形式導入に伴って代替廃車となるモハ3150形3151・3152より芝浦電気製造（現・東芝）製のSE-102直流直巻電動機（端子電圧600 V時定格出力78.3 kW）と住友製鋼所（現・日本製鉄）製の弓形釣り合い梁を特徴とするKS-30L釣り合い梁式台車を転用、モハ3771・モハ3772へ搭載した。不足する1両分については電気機関車ED31形が出力向上改造の際にモハ3100形の電装解除・制御車化に際して発生したSE-102主電動機とKS-30L台車を搭載していたことから、他形式の廃車発生品をED31形へ転用し、玉突きでSE-102主電動機とKS-30L台車をモハ3773へ再転用している。
制御装置は前述の通り名鉄から購入した電動カム軸式間接自動制御仕様の東洋電機製造ES-152-Bを搭載する。ES-152-B制御装置は名鉄からの譲渡車両であるモハ3700形が搭載した機種で、同形式の導入を機に従来三菱電機HL-84-6D（間接非自動制御）や日立製作所MMC-L-50B（間接自動制御）など形式によって異なっていた石川総線所属車両の制御装置は順次ES-152-Bへの統一が進められた。
一方、クハ1720形はクハ1150形をはじめ従来車の廃車発生品などを転用・搭載した。台車は導入後もたびたび交換が実施され、最終的には日本車輌製造D16とTR10を装着した。
制動装置はモハ3770形・クハ1720形とも名鉄在籍当時のAMM/ACM自動空気ブレーキからSME/SCE非常直通ブレーキへ変更された。

## 運用
モハ3770形・クハ1720形の18 m級車体は石川総線の所属車両では最大であり、また車両定員も従来車が100 - 110人程度であったところ、両形式はモハ3770形が148人、クハ1720形が158人と約1.5倍の収容力を備え、特に朝夕の多客時間帯の輸送力改善に貢献した。
北鉄の保有車両の特徴として車体関連の小改造を繰り返し施工することで外観に少しずつ変化が生じることが挙げられるが、モハ3770形・クハ1720形も導入後細部の改良がたびたび施工され、中でもクハ1720形は二段窓構造の側窓上段窓枠をHゴム固定支持に改造し、いわゆるバス窓類似の形態となった。同時に戸袋窓についても原形と同じく二枚窓構造のまま窓枠をHゴム固定支持に改めた。同種の改造は同じく石川総線所属のモハ3750形およびモハ3760形にも施工された一方でモハ3770形には施工されず、ここで両形式の外観に差異が生じた。
この間、モハ3771は1969年（昭和44年）12月に踏切事故で車体を大破し、修復されることなく1971年（昭和46年）1月に廃車となった。またクハ1721は1979年（昭和54年）4月以前より前記窓枠部の改造を施工されないまま運用を離脱、新西金沢駅構内で休車となった。
1984年（昭和59年）にクハ1724が野町駅構内で発生した脱線事故で車体を損傷、脱線時の衝撃による台枠の変形が認められたことから修復は断念された。これにより不足する制御車を補充するため、長期間休車中であったクハ1721が修復工事を施工されて運用に復帰した。その際、長期間の屋外留置で傷みが進行した外板の総張り替えが実施され、ウィンドウシル・ヘッダーが原形の段付き帯鋼から平帯鋼に張り替えられたほか、車体全体からリベットがなくなりノーリベット車体となった。その後、事故車クハ1724は1986年（昭和61年）6月2日付で除籍・解体処分されたほか、翌1987年（昭和62年）4月29日付で金名線が全線廃止となったことに伴って余剰となるクハ1722が同日付で除籍された。
以上の経緯によりモハ3770形3772・3773、およびクハ1720形1721・1723の計4両が残存したが、北鉄では1989年（平成元年）より国および自治体からの近代化補助を受けて列車無線導入など石川線の運行設備改善を図り、さらに翌1990年（平成2年）には石川線の運用車両近代化、および運行コスト削減を目的としたワンマン運転方式導入のため東京急行電鉄（東急）より譲り受けた初代7000系（北鉄7000系）を導入することとなった。それに伴って1980年代に更新工事を施工したモハ3750形・モハ3760形を除く、モハ3770形・クハ1720形を含む従来車各形式が代替対象となり、前記4両は1990年（平成2年）7月25日の7000系運行開始をもって運用を離脱、同年12月20日付で全車除籍された。